# داريا نينا لوف
داريا نينا لوف (بالإنجليزية: Daria Nina Love)‏ هي بيطرية أسترالية، ولدت في 4 سبتمبر 1946، وتوفيت في 9 يونيو 2001.